# エブリシングベーグル
エブリシングベーグル（英語: Everything bagel）は様々な種類のトッピングをのせて焼きあげたベーグルの一種である。

## 概要
正確な材料が確定しているわけではないが、よく加えられるキャラウェイシードやガーリックフレーク、オニオンフレーク、ポピーシード、ごま、塩、またオーツ麦をレシピには含めてもよい。このベーグルは通常の小麦の生地で作られ、クリームチーズのような後で加える具はとくに名称に関連づけられていない。
エブリシングベーグルのおかげでエブリシングベーグルチップスやエブリシングクロワッサン、エブリシングロール、エブリシングロティ、エブリシングフジッリ、エブリシングホットドッグバンズのような似たトッピングとともに作られた他のパンが生み出された。ミックスナッツでさえその配合で味付けされることがあった。エブリシングベーグルは多くのパン屋やファストカジュアルレストランにて提供される。その起源については議論があるが、1973～1980年の間に作られ始めた可能性が高い。

## 起源
エブリシングベーグルの発祥については様々な意見が主張されている。ニューヨーク州ショセットのどこで食事すべきかという『ニューズデイ』の1977年の記事ではベーグルマスターにて、「プレーンにするか塩、ポピーシード、ごま、にんにくもしくは玉ねぎかを決めることができなかった人のために、こうしたものをすべてトッピングしたエブリシングベーグルというものがあった」と記されている。
デイヴィッド・ガッシンは1980年頃にエブリシングベーグルは生み出されたと主張する 。オーブンからベーグルのトッピングの残りを片付けるついでに、 ガッシンはその集めたトッピングの余りを容器の中に保存して、溜めたトッピングを使ってベーグルを作るように店のオーナーを説得した 。ガッシンは他の人も以前からそのような考えを思いついたことはあるだろうということには同意したが、自分自身が「エブリシングベーグル」という名を新しく造ったと主張した。
エブリシングベーグルを発明したと主張するほかの人物にはアメリカのレストラン経営者のジョー・バスティアニッチやスポーツマーケターのブランドン・ステイナーが存在する 。自身のブログの中で、 セス・ゴーディンはガッシンの2年前からエブリシングベーグルを生産していた工場で働いていたと話している。ブランドン・スタイナーは1973年のパン屋での自分自身の発明が他の者に先立つものだと信じている。

## 言及
エブリシングベーグルは2022年の映画『エブリシング・エブリウェア・オール・アット・ワンス』に登場する。作中では、エブリシングベーグルの上に文字通りマルチバース中のすべてのものがトッピングされている。